# P.S.あいらぶゆう
『P.S.あいらぶゆう』（ピー・エスあいらぶゆう）は、吉村明美による漫画作品。プチコミック（小学館）に1983年12月号から1984年8月号まで連載されていた。
諸事情（後述）から単行本化が成されなかったが、2007年に全2巻が刊行された。

## あらすじ
ある日突然父親に、「腹違いの姉を連れてくる」と告げられた高校生の林太郎。だがその日の夜、その姉は実は赤の他人であると聞いてしまう。翌日、家にやって来た水絵は、分厚い眼鏡をかけたチビでドジでとても「姉」とも「女」とも思えなかった。
しかし、眼鏡を外し、髪を下ろした水絵の姿を見た林太郎は一目惚れ。父親が北海道に転勤することになり、水絵と2人暮らしをすることになった林太郎は、自分を弟だと思っている水絵に想いを告げることもできず苦悩の生活を送ることになる･･･。

## 登場人物
千野 林太郎（せんの りんたろう）
高校2年生。バスケ部所属。水絵のことを好きになってしまう。
千野 水絵（せんの みずえ）
高校3年生。背は小さく、ドジで、分厚い眼鏡をかけている。いつもおさげ髪。眼鏡を外し、髪を下ろすと実は美人。
母親と2人暮らしをしていたが、その母が亡くなり、親戚中をたらい回しにされていたところを、林太郎の父が「自分が父親だ」と名乗り、引き取る。
二階堂 進（にかいどう すすむ）
生徒会長。水絵に交際を申し込む。容姿端麗、成績優秀、喧嘩も強い。
沢村 恵子（さわむら けいこ）
林太郎のクラスメイト。林太郎のことが好き。

## 単行本化の経緯
当時の担当編集から執拗に「学園ラブコメ」を描くように言われていた作者。全く描く気がなかった作者は当然拒否した。デビューして3年そこそこ、実績もないのに、と言われ「実績を出してやる！」と意気込んで連載第1回目を、要求どおりの学園ラブコメ路線で描いたところ、読者アンケートで見事1位を獲得。まぐれではないことを証明するため、第2回目もアンケートで1位を獲得する。実績を出したのだから、と好きなように連載を進めていくと段々学園ラブコメからずれていく内容に、編集部も打切りを決定、最終回はページ数も少なくされた。
その後3年以上、編集部から「連載をさせない・単行本を出させない」という結果になった。そして20年以上経った2007年、小学館クリエイティブ編集長の熱心な説得と、読者の支持により、ようやく日の目を見ることになった。

## 所収
- 第1巻　2007年8月29日発行　ISBN 978-4-7780-1857-3
- 第2巻　2007年8月29日発行　ISBN 978-4-7780-1858-0